# Heliconia boultoniana
Heliconia boultoniana är en enhjärtbladig växtart som beskrevs av Abalo och G.Morales. Heliconia boultoniana ingår i släktet Heliconia och familjen Heliconiaceae. Inga underarter finns listade.